# 麥庫丁山脈

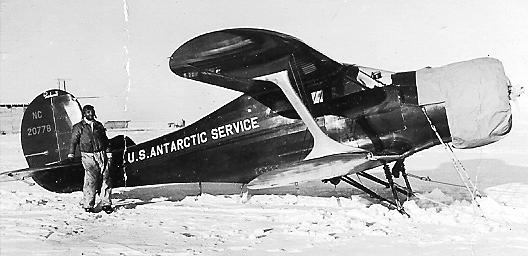

75°47′S 128°42′W / 75.783°S 128.700°W
麥庫丁山脈（英語：McCuddin Mountains）是南極洲的山脈，位於瑪麗伯德地，處於阿梅斯山脈以東64公里，由美國研究隊發現和拍攝空中照片，現時由南極條約體系管理。